# Taktaharkány
Taktaharkány est un village et une commune du comitat de Borsod-Abaúj-Zemplén en Hongrie.

## Villes jumelées
Attert (Belgique) depuis le 26 septembre 2003